# ميدالية ليستر
ميدالية ليستر (بالإنجليزية: Lister Medal) هي جائزة تمنحها كلية الجراحين الملكية بانجلترا اعترافا بمساهمات الفرد في علوم الجراحة. الميدالية تحمل اسم الجراح الإنجليزي جوزف ليستر (1827-1912)، الذي أدت أبحاثه في المعقمات إلى وضع أساس التعقيم الجراحي الحديث.
أخذت الميدالة أصولها من صندوق ليستر التذكاري الذي أسسته الجمعية الملكية، وذلك بجمع التبرعات من العامة بعد وفاة ليستر. كان الغرض من ورائها ترك علامة تذكارية تدوم احتراما له.في عام 1920، أصبحت كلية الجراحين الملكية بانجلترا الوصيّ على الصندوق والقائمة على إدارته. ووُكل إليها مهمة منح جائزة مادية وميدالية برونزية (أصبحت ذهبية منذ عام 1984) كل ثلاث سنوات، لأفراد قدموا مساهمات بارزة في علم الجراحة، من أي جنسية كانوا. يحدد متلقي الجائزة من قبل مجلس يمثل كل من الجمعية الملكية، وكلية الجراحين الملكية بانجلترا، كلية الجراحين الملكية في إيرلندا، جامعة أدنبرة، وجامعة غلاسكو.
وعلى الرغم من أن الميدالية لا تمنح فقط للجراحين، إلا أنها من أعلى درجات الشرف التي يمكن أن يحصل عليها جراح. نُحت على وجه الميدالية مجسم يشابه تمثال رأس اللورد ليستر. وعلى الوجه الآخر ينحت اسم متلقي الميدالية في المنتصف، وعلى أطرافها اسم الجائزة بالإضافة للعبارة:

«لمساهمته البارزة في علم الجراحة»

وفي حفل تقديم الميدالية، يلقي الحائز عليها خطبة ميدالية ليستر (تسمى أيضا محاضرة ليستر التذكارية). تم الإعلان عن أول ميدالية عام 1942، وأقيم حفل التسليم والخطبة في العام التالي. وأقرب ميدالية أُهديت عام 2015، حتى اليوم تلقى الميداليم 27 شخصا.

## معرض صور

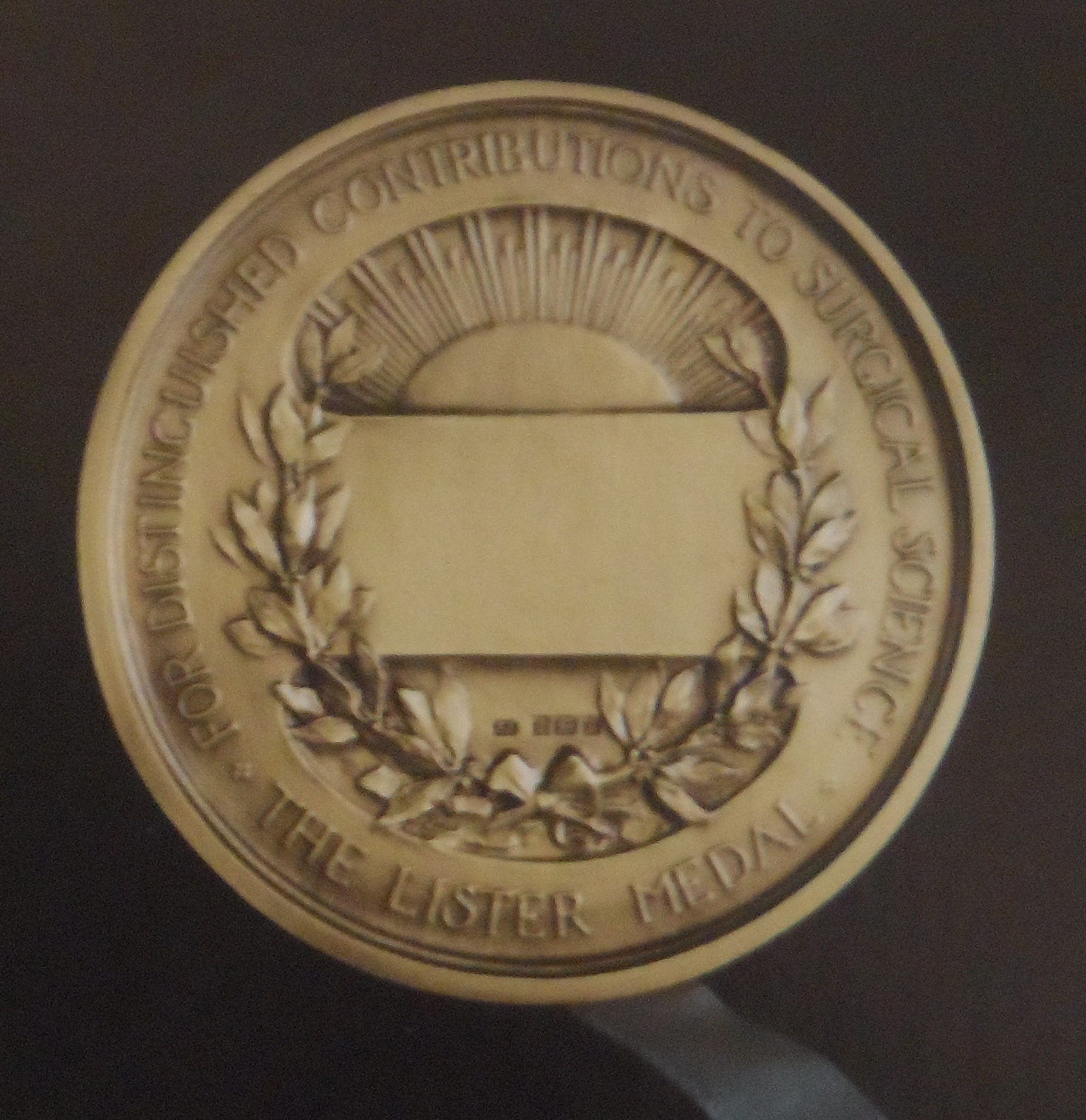
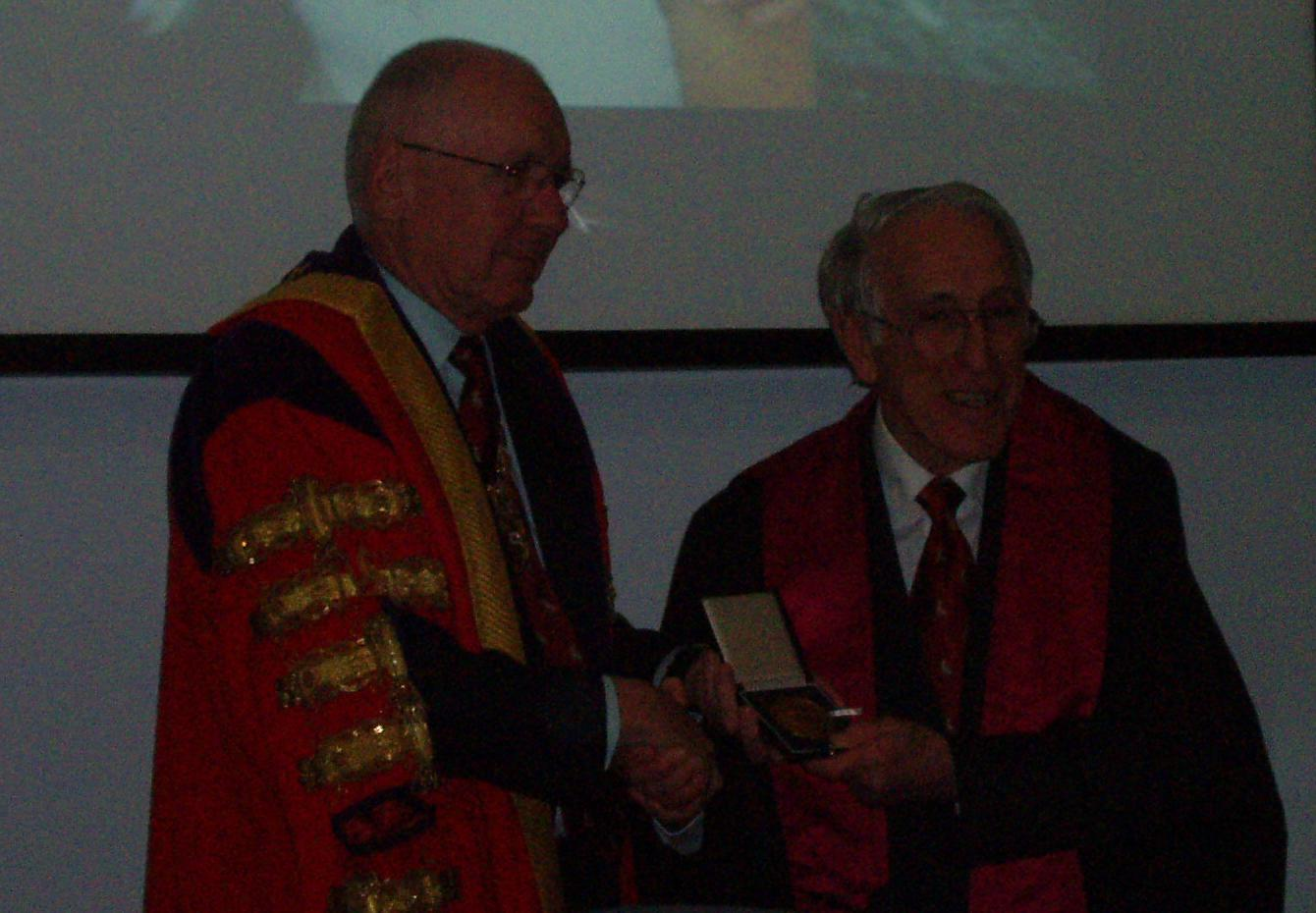
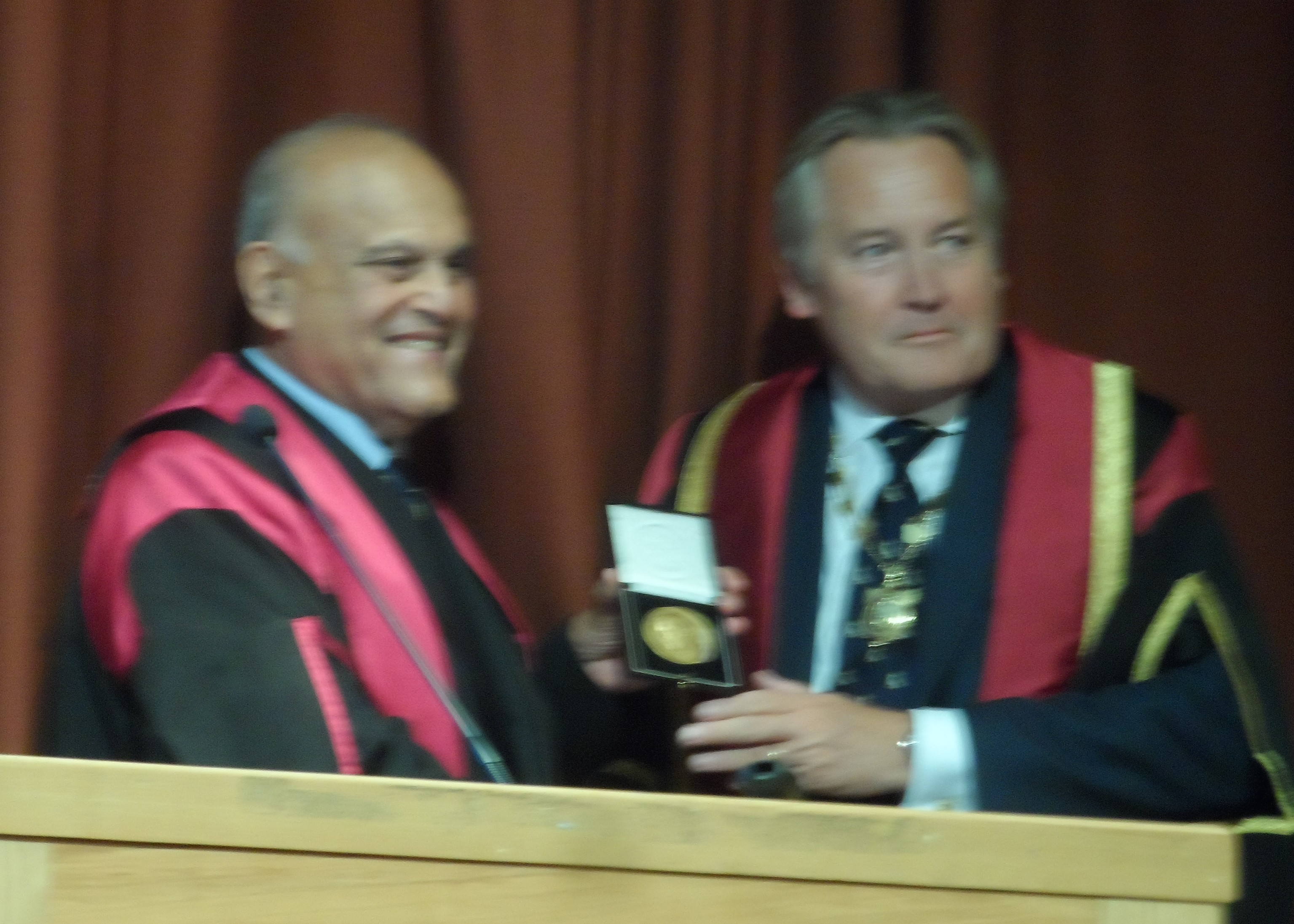

## الحائزون على ميدالية ليستر
| السنة | متلقي الميدالية       | تاريخ إلقاء الخطبة | عنوان الخطبة                              | ملاحظات |
| ----- | --------------------- | ------------------ | ----------------------------------------- | --- |
| 1924  | ويليام واتسون تشيني   | 14 مايو 1925م      | "ليستر وإنجازاته"                         | nb1 |
| 1927  | أنتون أيسلزبيرج       | 7 يولية 1927م      | راجع الملاحظات                            | nb2 |
| 1930  | هارفي ويليامز كوشنق   | 9 يولية 1930م      | الآليات النخامية العصبية، نظرة اكلينيكية" | |
| 1933  | تشارلز ألفرد بالانس   | 5 ألريل 1933م      | جراحة الأعصاب                             | nb3 |
| 1936  | روبرت موير            | 7 أبريل 1936م      | السرطان مع صور توضيحية من باثولوجية الثدي | |
| 1939  | ريني لاريش            | 5 أبريل 1939م      | الفكرة الليستيرية في عام 1939م            | |
| 1942  | إيفارتس أمبروس غراهام | 25 سبتمبر 1947م    | نواح من السرطان القصبي المنشأ             | |
| 1945  | هاوارد فلوري          | 11 أكتوبر 1945م    | استخدام الأحياء الدقيقة لأغراض علاجية     | nb4 |
| 1948  | جيفري جيفرسون         | 9 يونية 1949م      | عقل الإنسان الآلة                         | nb5 |
| 1951  | مثال                  | مثال               | مثال                                      | مثال |
| 1954  | مثال                  | مثال               | مثال                                      | مثال |
| 1957  | مثال                  | مثال               | مثال                                      | مثال |
| 1960  | مثال                  | مثال               | مثال                                      | مثال |
| 1963  | مثال                  | مثال               | مثال                                      | مثال |
| 1966  | مثال                  | مثال               | مثال                                      | مثال |
| 1969  | مثال                  | مثال               | مثال                                      | مثال |
| 1972  | مثال                  | مثال               | مثال                                      | مثال |
| 1975  | مثال                  | مثال               | مثال                                      | مثال |
| 1978  | مثال                  | مثال               | مثال                                      | مثال |
| 1981  | مثال                  | مثال               | مثال                                      | مثال |
| 1984  | مثال                  | مثال               | مثال                                      | مثال |
| 1987  | مثال                  | مثال               | مثال                                      | مثال |
| 1990  | مثال                  | مثال               | مثال                                      | مثال |
| 1994  | نورمان إدوارد شمواي   |                    | "زراعة القلب"                             | |
| 1997  | مثال                  | مثال               | مثال                                      | مثال |
| 2010  | مثال                  | مثال               | مثال                                      | مثال |
| 2015  | مجدي يعقوب            | 28 أكتوبر 2015     | "مجد العلم والطب وتهديدهما"               | مُنحت الميدالية لمجدي يعقوب "تقديرًا لإسهامه في العلم الجراحي"، في إشارة إلى أبحاثه في جراحة القلب وزراعة الأعضاء. |